# Ciclones tropicales y subtropicales en el Pacífico sureste
El Pacífico sureste (al este de los 120°O y al sur del Ecuador) los ciclones tropicales y subtropicales son muy poco frecuentes, principalmente debido a que el agua oceánica es muy fría. Dentro de la era satelital solo hay registros de 7 ciclones, 2 tropicales y 5 subtropicales. Para clasificar estos ciclones se utiliza la escala de ciclones de Australia y el Pacífico sur.

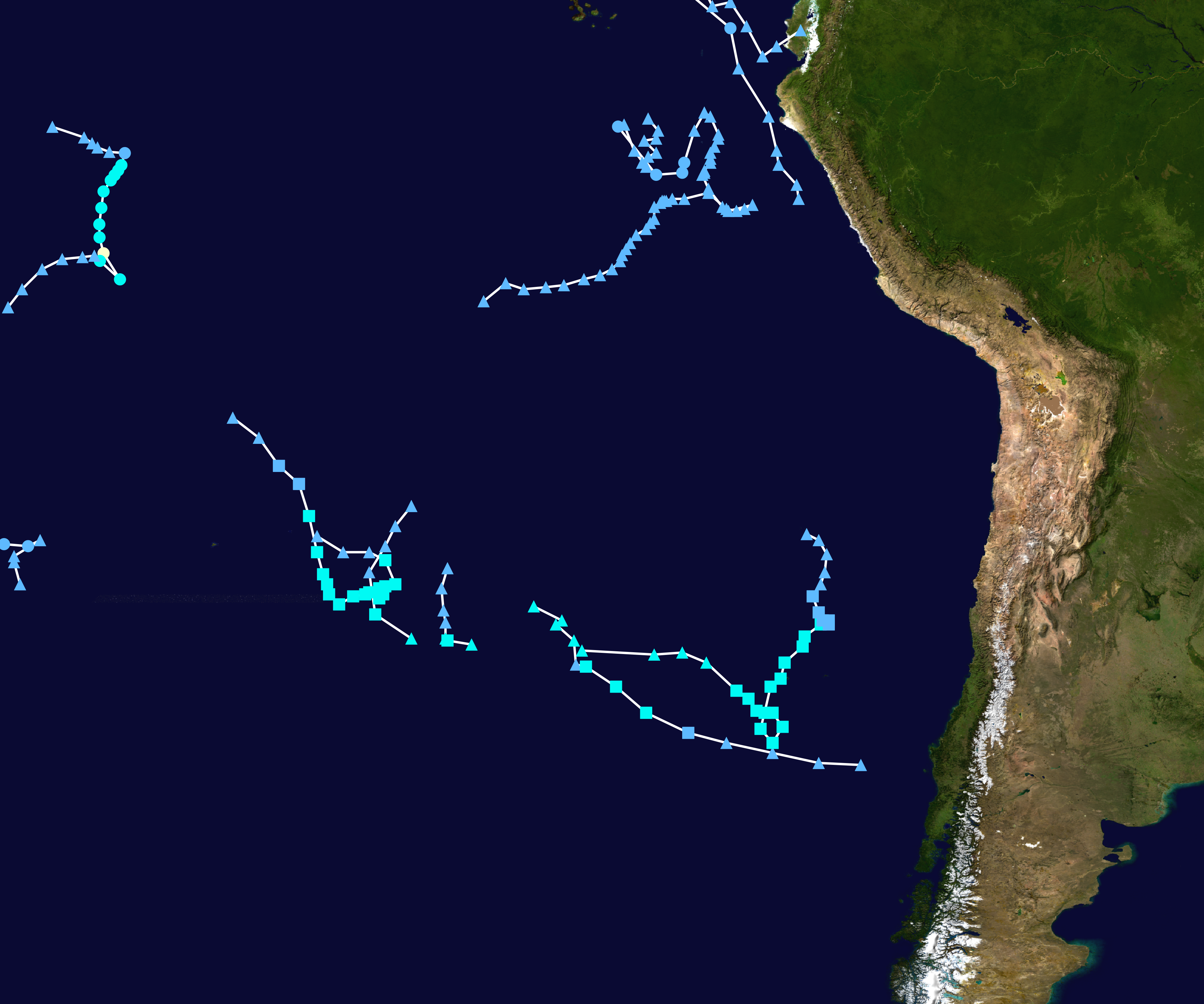
Es subtricafica

## Áreas favorables y desfavorables para el desarrollo de ciclones tropicales
En el mundo existen distintas cuencas oceánicas donde típicamente se forman ciclones tropicales, éstas son el océano Atlántico norte, el océano Pacífico norte, suroeste y sur y en el océano Índico norte y sur. En estas cuencas hay Centros Meteorológicos Regionales Especializados (RSMC, por sus siglas en inglés), designados por la Organización Meteorológica Mundial (WMO por sus siglas en inglés), que se encargan de pronosticar, informar y advertir respecto a los ciclones tropicales.
Así como hay áreas donde comúnmente se forman ciclones tropicales, también hay áreas donde rara vez se generan, entre ellas están el océano Atlántico sur, el océano Pacífico sureste, el mar Mediterráneo, el mar Negro y las bajas latitudes (cerca del Ecuador). En algunas de estas zonas la WMO no ha designado algún RSMC, sin embargo, algunas instituciones se dedican a informar y pronosticar cuando se genera algún ciclón tropical o subtropical, como por ejemplo la Marina de Brasil en el Atlántico sur.

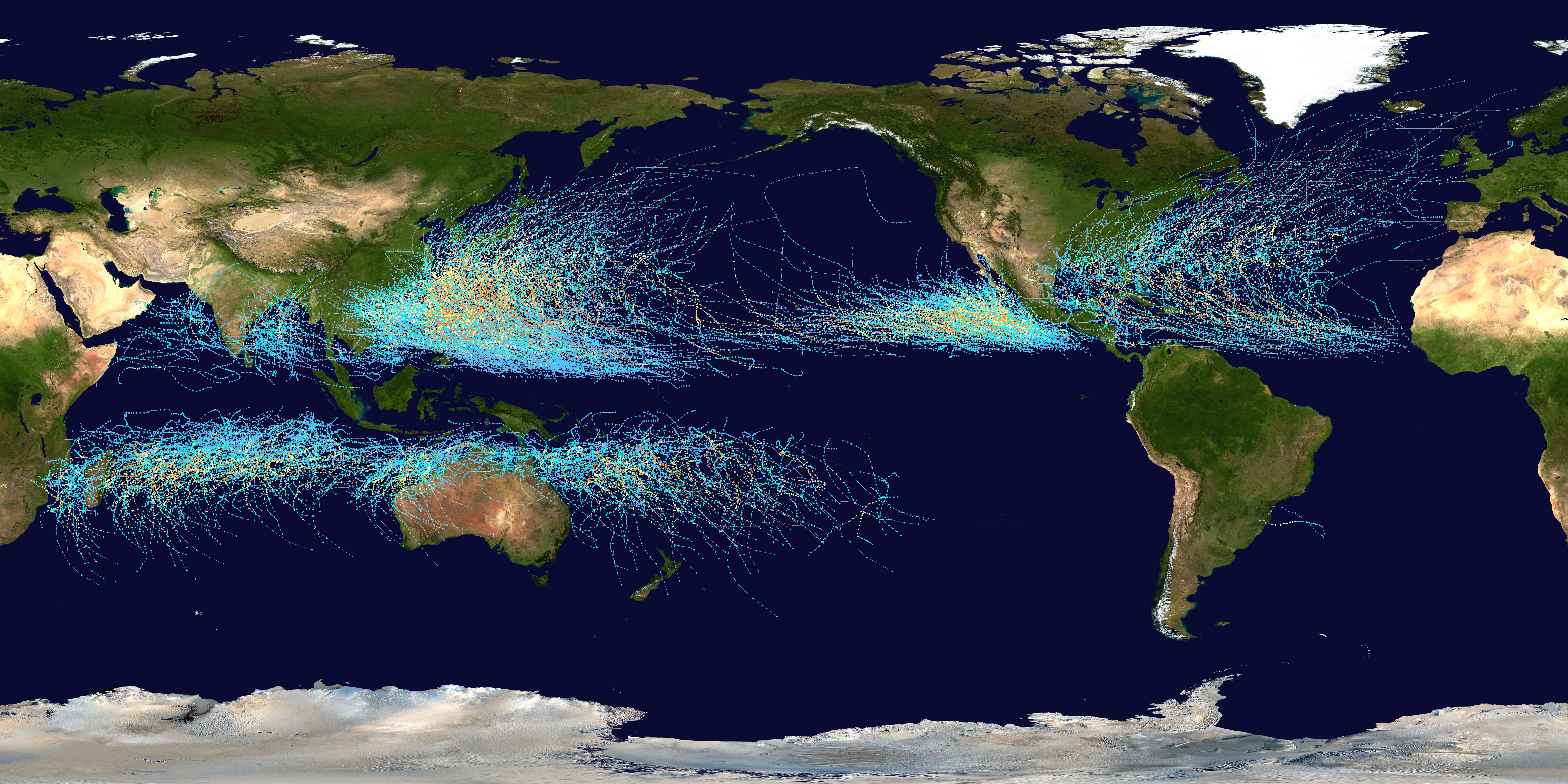
Recorrido global de ciclones tropicales entre 1985 y 2005, indicando las áreas donde los ciclones tropicales suelen desarrollarse usualmente.

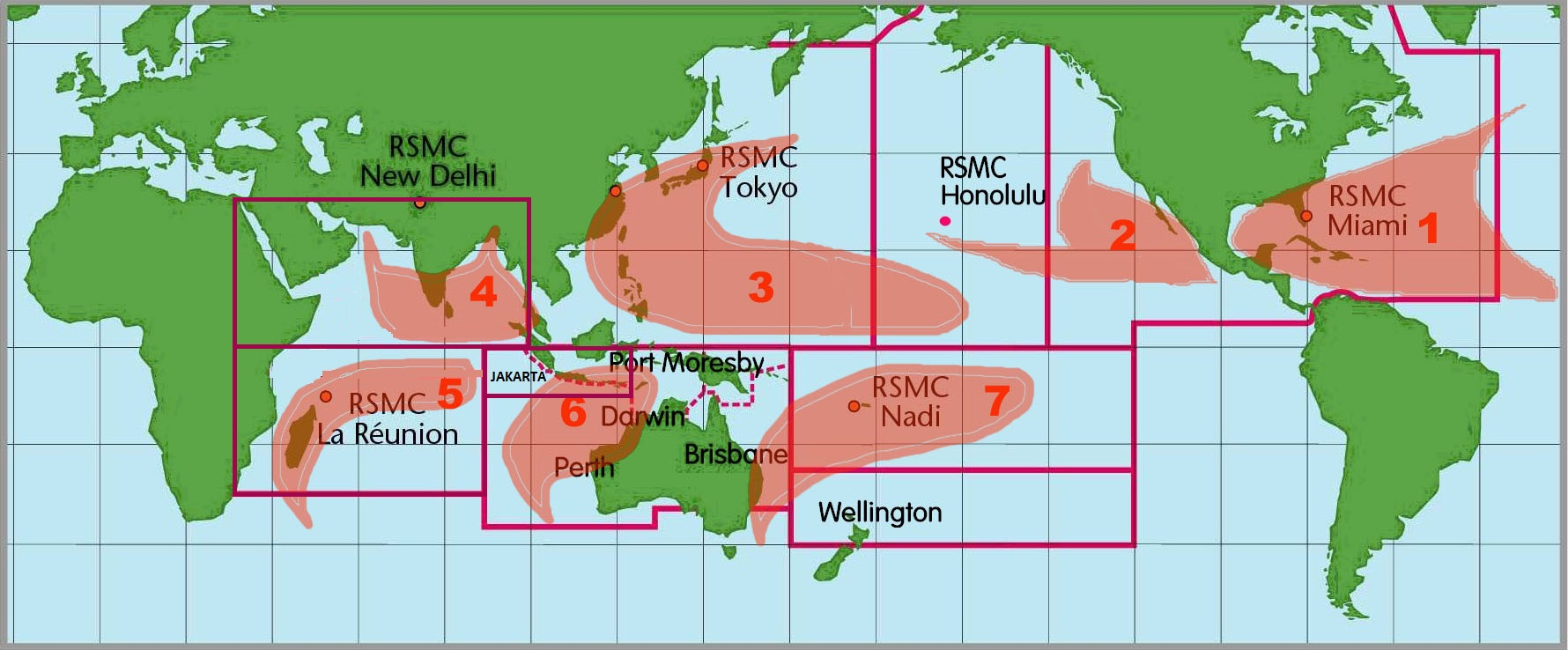
Principales cuencas y sus respectivos Centros Meteorológicos Especializados Regionales.

### Corriente de Humboldt

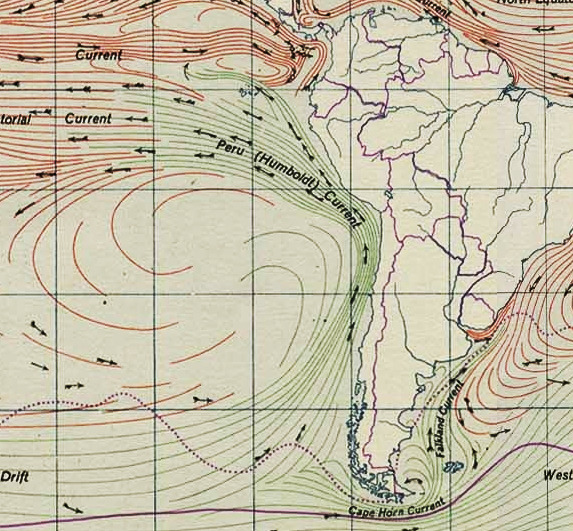
Mapa de la corriente de Humboldt (1943).

## Factores inhibidores y estimuladores en el Pacífico sureste

### Anticiclón del Pacífico sur y surgencia costera

Circulación del viento en Chile, originado por el Anticiclón del Pacífico sur (señalado por la letra H)

Surgencia costera producto de los vientos del sur en la costa oeste de Sudamérica

Debido a que es un anticiclón semipermanente tiene una gran influencia en el clima de la costa oeste de Sudamérica, generando tiempo estable, lo que inhibe el desarrollo de fenómenos que generen precipitaciones, es por esto que el norte de Chile y parte de Perú son desiertos, específicamente en este tramo está el desierto de Atacama, uno de los más secos del mundo.
Cuando el fenómeno de El Niño está presente el Anticiclón se debilita, mientras que cuando La Niña está presente éste se fortalece.
El viento del Anticiclón del Pacífico sur interactúa con el agua oceánica que está debajo de este fenómeno atmosférico. La circulación sur-norte del viento permite que en la costa oeste de Sudamérica se observe surgencia, la cual es el afloramiento de aguas frías desde las zonas más profundas hacia la superficie. La surgencia asociada al Anticiclón permite, además, que las aguas frías de la corriente de Humboldt sean más bajas que si este fenómeno no estuviese presente.
La surgencia, junto con sus aguas frías, inhiben la generación de fenómenos atmosféricos cálidos, tales como ciclones tropicales, ya que por lo general necesitan en promedio 26,5 °C y las aguas oceánicas frente a Chile están entre 9 °C y 24 °C durante el verano, en promedio, siendo más cálidas en el norte y en los alrededores de Isla Rapa Nui, con valores más bajos durante el invierno.

### Cizalladura del viento

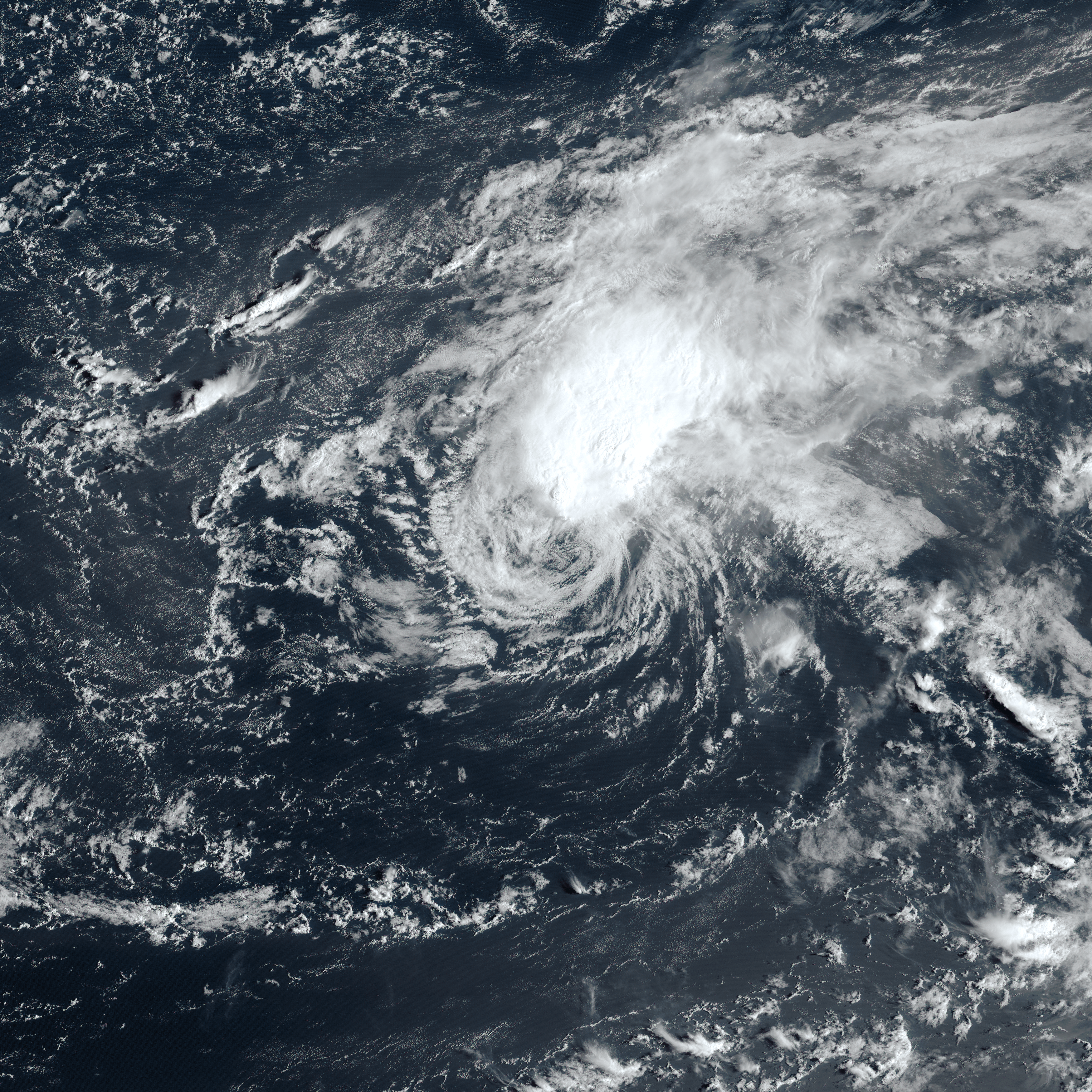
Huracán Paulette, en septiembre de 2020, es un ejemplo claro de un ciclón tropical afectado por la cizalladura, en donde la convección profunda está alejada del centro.

Dentro de los factores que existen para que se desarrolle un ciclón tropical o subtropical está el que existan bajos o nulos valores de cizalladura vertical del viento, es decir, que haya poco o nada de variación de la intensidad y dirección del viento entre la superficie y la altura, lo que permite que el calor latente liberado durante el proceso de precipitación se mantenga en el núcleo y no se disperse, lo que permite a su vez que el ciclón sea uniforme y pueda mantenerse o fortalecerse. Sin embargo, en la costa oeste de Sudamérica la cizalladura es muy alta, lo cual inhibe o debilita la formación de cualquier ciclón tropical o subtropical.

### El Niño

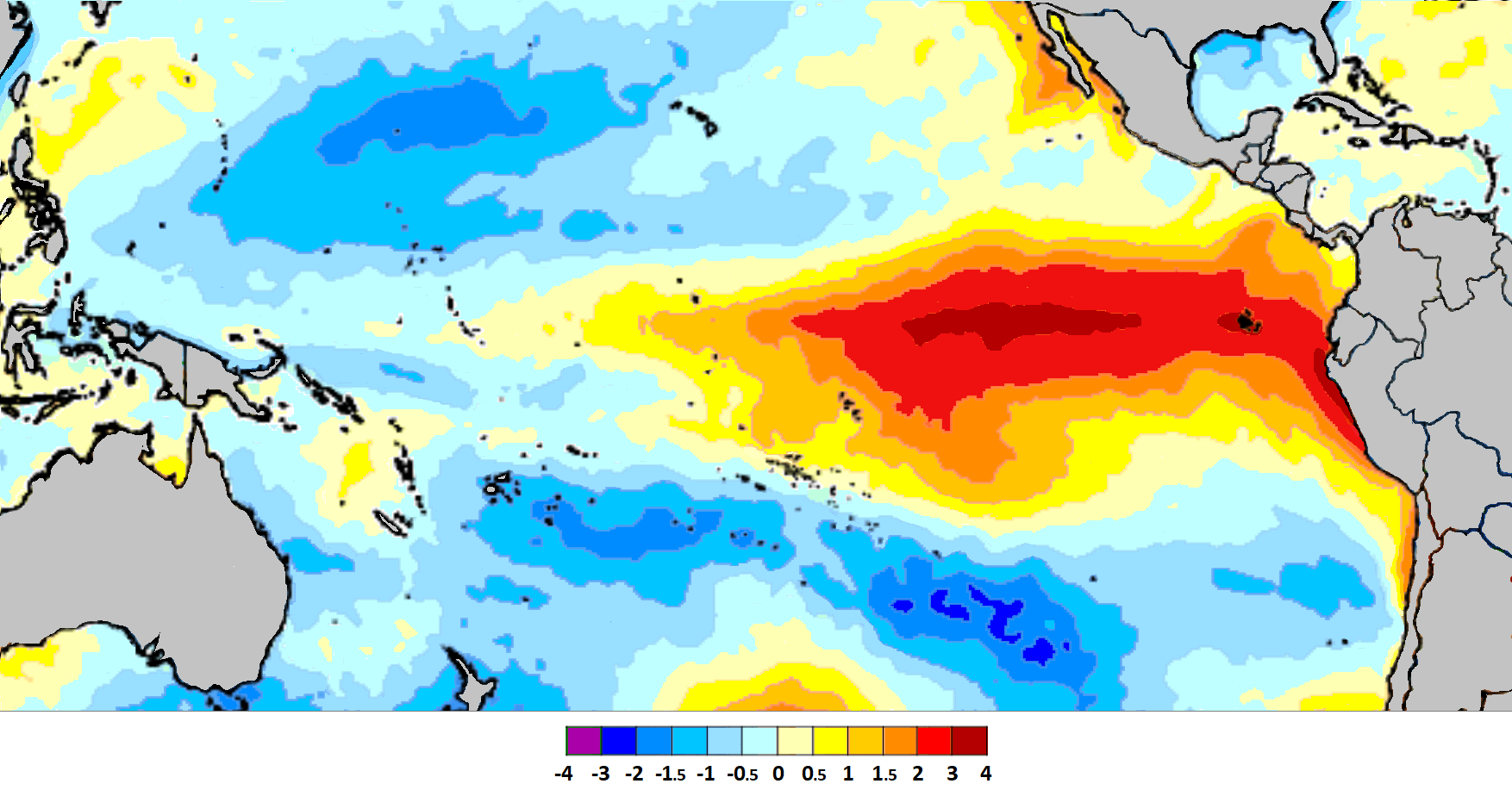
Anomalías de la temperatura superficial del mar en enero de 1983, durante la máxima expresión de El Niño 1982-83

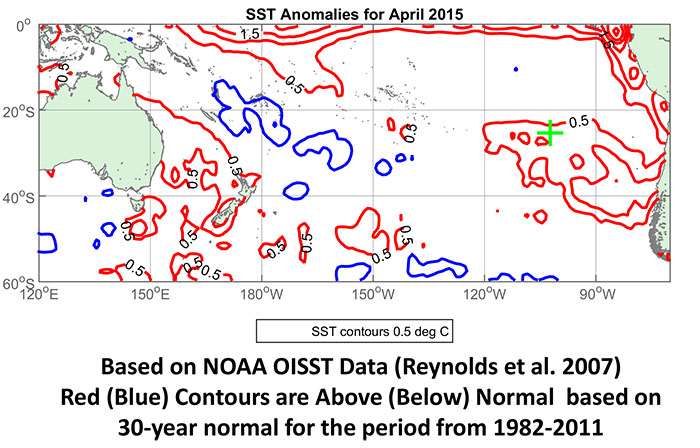
Anomalía de la temperatura superficial del mar durante abril de 2015. La cruz verde indica donde se formó Katie.

El fenómeno de El Niño permite que se registren aguas más cálidas de lo normal en el Pacífico central y sureste, por lo que también suele haber mayor humedad producto de la mayor evaporación del agua oceánica, es por esto que el área de desarrollo de ciclones tropicales también se desplaza hacia el este. El Niño también ha permitido que se registren temporadas ciclónicas bastante activas en el Pacífico sur, tales como las temporadas 1982-83 y 1997-98.
Este fenómeno ha permitido que se registren las condiciones de temperatura superficial del mar y de humedad ideales o casi ideales para que la generación de dos ciclones, uno tropical en 1983 y otro subtropical en 2015.
El ciclón tropical sin nombre, de mayo de 1983, ocurre a finales del periodo de uno de los fenómenos de El Niño más intensos, el de 1982-83, en donde también hubo una temporada muy activa de ciclones tropicales en el Pacífico sur. La anomalía de la temperatura superficial del mar en la zona Niño 3.4 alcanzó los +1,2 °C en abril y en mayo de 1983.

## Procesos de formación de ciclones (sub)tropicales

### Bajas segregadas y vaguadas en altura

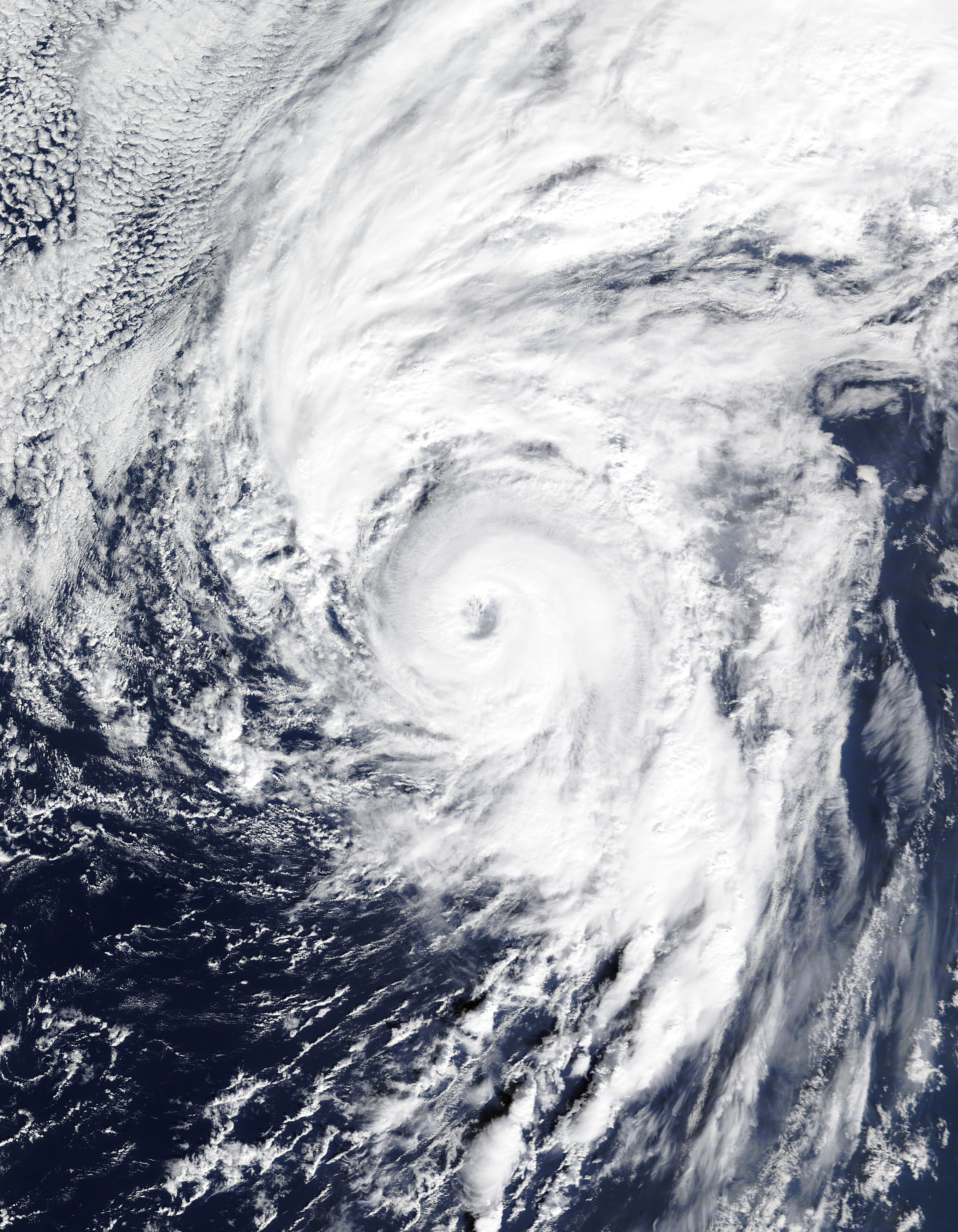
Huracán Álex en su máxima intensidad al sur de las Azores el 14 de enero de 2016

El primer tipo de formación de ciclones (sub)tropicales es a partir de la interacción de bajas segregadas o vaguadas en altura con bajas presiones en superficie, las cuales pueden transicionar a ciclones tropicales o subtropicales. En los ciclones donde esto se ha evidenciado están el huracán Álex en el Atlántico norte, el huracán Catarina en el Atlántico sur.
Esta situación también permite que los ciclones puedan formarse con aguas oceánicas más frías de lo teórico, que es 26,5 °C El huracán Álex se desarrolló en pleno invierno del hemisferio norte, con temperaturas oceánicas en torno a los 20 °C. Del mismo modo, el huracán Catarina se formó sobre aguas templadas con temperaturas de unos 25 °C

### Zonas de frontólisis
El segundo tipo de formación de ciclones subtropicales es a partir de una baja de mesoescala en, o cerca de, las zonas de frontólisis con cizalladura de viento horizontal, con un radio máximo de vientos sostenidos generalmente menor a unos 50 km, aunque la circulación completa puede tener inicialmente un diámetro menor a unos 160 km. Este tipo de ciclones suele tener un tiempo de vida más corto y pueden ser de núcleo frío o cálido. Las tormentas subtropicales Uno y Dos de marzo de 2023 tuvieron este origen.

### Transiciones de fase
El tercer proceso de desarrollo de ciclones (sub)tropicales es la transición (sub)tropical. Este proceso ocurre cuando un ciclón transiciona entre las fases extratropical, subtropical y tropical. A este proceso se le conoce como transición de fase. Para realizar el análisis de las transiciones de fase se utiliza la técnica de la fase espacial del ciclón, la cual permite saber en qué fase está el ciclón analizado y cuando éste transicione o haya transicionado de una fase a otra.
La tormenta subtropical Lexi transicionó desde un ciclón extratropical a uno subtropical sobre aguas con temperaturas de entre 18 °C y 20 °C.

## Clasificación de la intensidad de los ciclones tropicales/subtropicales en el Pacífico sureste
La clasificación de los ciclones tropicales/subtropicales que rige para el Pacífico sureste es la misma que rige para Australia y el Pacífico sur, la escala australiana. Según información de la WMO la escala australiana se divide en 7 categorías: un disturbio tropical es un sistema no frontal de escala sinóptica, originado sobre los trópicos con persistente convección potenciada y/o algunos indicadores de circulación ciclónica. Una depresión tropical es una baja presión tropical con una clara circulación ciclónica en donde su centro puede ser estimado y el viento máximo promedio en 10 minutos es menor a 63 km/h cerca del centro. Pueden haber vientos más fuertes en alguno de los cuadrantes, pero no cerca del centro. Según el centro meteorológico australiano un ciclón tropical de categoría 1 es aquel que tiene vientos sostenidos de entre 63 y 88 km/h, uno de categoría 2 es aquel que tiene vientos sostenidos de entre 89 y 117 km/h, uno de categoría 3 es aquel que tiene vientos sostenidos de entre 118 y 159 km/h; uno de categoría 4 es aquel que tiene vientos sostenidos de 160 a 199 km/h; y uno de categoría 5 es aquel que tiene vientos sostenidos por sobre los 200 km/h.

## Temporadas con ciclones cercanos a Sudamérica
Hasta el momento en solo 5 temporadas ciclónicas del Pacífico sur se han registrado ciclones, ya sea tropicales o subtropicales, al este de los 120°O y al sur del Ecuador. Estas temporadas han sido 1982-83, 2014-15, 2017-18, 2021-22 y 2022-23.

### Temporada ciclónica 1982-83
La temporada ciclónica de 1982-83 fue altamente influenciada por un intenso fenómeno de El Niño, el cual permitió que la temporada fuese muy activa, sobre todo en el centro de la cuenca. En total se formaron 15 ciclones tropicales.
Durante esta temporada se registró el primer caso de un ciclón tropical al este de los 120°O, el ciclón tropical sin nombre, que se registró fuera de la temporada oficial de ciclones en el Pacífico sur, la cual dura hasta el 30 de abril.

### Temporada ciclónica 2014-15
La temporada ciclónica de 2014-15 también fue influenciada por un intenso fenómeno de El Niño, sin embargo, no fue tan activa como la temporada 1982-83, registrándose un total de 9 ciclones, 8 tropicales y 1 subtropical.
Durante esta temporada se registró el primer caso de un ciclón subtropical al este de los 120°O, el ciclón subtropical Katie, siendo a la vez el primero en afectar indirectamente a un lugar poblado y en tocar tierra en una isla despoblada. Katie, al igual que ciclón tropical sin nombre (1983), fue un ciclón que se registró fuera de la temporada oficial de ciclones tropicales.

### Temporada ciclónica 2017-18
La temporada ciclónica de 2017-18 fue influenciada el fenómeno de La Niña, lo que hizo que la temporada fuese activa cercana a Australia. Hubo un total de 8 ciclones, 7 tropicales y 1 subtropical. Sin embargo, a pesar de la influencia de La Niña, se registró un segundo ciclón subtropical, siendo el primero en afectar directamente a lugares poblados en el Pacífico sudamericano, el ciclón subtropical Lexi.
Lexi, al igual que Katie y el ciclón tropical sin nombre (1983), fue un ciclón que se registró fuera de la temporada oficial de ciclones tropicales.

### Temporada ciclónica 2021-22
La temporada ciclónica de 2021-22 también fue influenciada el fenómeno de La Niña, sin embargo, no fue tan activa cercana a Australia como sí lo fue la temporada 2017-18. Hubo 11 ciclones, 9 tropicales y 2 subtropicales. También, a pesar de la influencia de La Niña, se registró un tercer ciclón subtropical cercano a Sudamérica, aunque no afectó a ningún lugar.

### Temporada ciclónica 2022-23
La temporada ciclónica de 2022-23 estuvo marcada por El Niño costero en la zona de Perú y de Ecuador durante marzo y situación que se extendería hasta mayo, según lo mencionado por ENFEN. Debido al calentamiento del agua oceánica frente a Perú y Ecuador la depresión tropical Yaku pudo desarrollarse

## Resumen del período
Desde 1983 a la fecha se han registrado 7 ciclones, 2 tropicales y 5 subtropicales. La mayoría se han registrado a contar del año 2015.

## Listado de ciclones

### Ciclón tropical sin nombre (1983)
El día 10 de mayo de 1983 se desarrolló el ciclón tropical más al este en el Pacífico sur, siendo el más cercano a Sudamérica en la era satelital. En un inicio fue nombrado como depresión tropical 2 por investigadores de la Universidad de Hawái, debido a que fue la segunda depresión tropical en desarrollarse durante la temporada ciclónica de 1982-83 del Pacífico sur, sin embargo, bajo un nuevo análisis este ciclón puede ser nombrado como ciclón tropical (según la escala australiana y del Pacífico sur). Según estimaciones realizadas mediante la técnica Dvorak, la mayor intensidad del viento sostenido estuvo cercano los 65 nudos (120 km/h) a 1-min, es decir, 60,5 kt (112 km/h) en 10-min; registrada durante la noche del 13 de mayo, con una presión mínima estimada entre 981 hPa y una clasificación Dvorak de T4.0, siendo clasificado como un ciclón tropical de categoría 2.
El ciclón tropical sin nombre se formó a partir de una vaguada tropical, cuya baja presión nació el día 10 de mayo, cerca de los 6,3°S y 117,4°O, avanzó hacia el sureste alcanzando una intensidad de depresión tropical durante el día 11 y luego avanzó hacia el sur. La máxima intensidad la alcanzó durante la noche del 13 de mayo (hora local). Durante la madrugada del 14 de mayo comenzó a debilitarse hasta desintegrarse el mismo día en torno a los 12,9°S con 115,8°O.
Los lugares más cercanos a este ciclón fueron Isla de Pascua (Chile), a 1.540 km; la isla Fatu Hiva (Polinesia Francesa), a unos 2.570 km; las Islas Galápagos, a 2.580 km; y Perú, a 3.620 km.
Uno de los fenómenos de El Niño más intenso de la historia, el de 1982-83, permitió que hubiera condiciones ideales para su generación. Durante abril y mayo de 1983 la zona Niño 3.4 registró una anomalía de 1,2 °C.
Si el ciclón tropical sin nombre hubiese sido monitoreado por el RSMC de Nadi (Fiyi) hubiese sido nombrado como ciclón tropical Atu.
Una investigación más profunda podría entregar mayor detalle de tal ciclón, así como también todos los procesos que estuvieron implicados en su formación.
Forma parte de la temporada de ciclones del Pacífico sur de 1982-83, aunque no oficialmente.

### Tormenta subtropical Katie (2015)
El 29 de abril de 2015 se formó la primera tormenta subtropical dentro de la era satelital cercana al territorio chileno, entre Isla de Pascua (Rapa Nui) y Chile americano, recibiendo el nombre no oficial de "Katie".
La tormenta subtropical Katie alcanzó vientos sostenidos 50 kt (92,6 km/h), medidos vía satélite (ASCAT), y una presión mínima de 993 hPa, con un probable núcleo cálido y simétrico, lo que sustenta su característica de subtropical, pudiendo haber adquirido características tropicales en algún momento.
Katie fue el primer ciclón en afectar indirectamente a un territorio chileno, específicamente el día 4 de mayo, cuando el ciclón se había degradado a depresión subtropical, afectó a Isla de Pascua (Rapa Nui).
Forma parte de la temporada de ciclones del Pacífico sur de 2014-15

### Tormenta subtropical Lexi (2018)
El día 4 de mayo de 2018 un ciclón subtropical nombrado no oficialmente como Lexi se formó frente a las costas de Chile y alcanzó una categoría de tormenta subtropical según la escala de ciclones tropicales que rige para Australia y el Pacífico sur, con vientos sostenidos de hasta 92,6 km/h (50 kt), convección poco profunda y de centro cálido y simétrico.
Este fenómeno se mantuvo con características subtropicales por 78 horas aproximadamente, hasta el día 9 de mayo, desapareciendo finalmente el día 10.
La tormenta subtropical Lexi es el segundo ciclón de este tipo en formarse en la subcuenca del Pacífico sureste, aunque por primera vez bajo un ambiente más desfavorable que el que hubo cuando se gestaron el ciclón tropical sin nombre (1983) y la tormenta subtropical Katie.
Lexi se formó con temperaturas superficiales del mar de entre 18° y 20 °C. Si bien aquellas temperaturas no son aptas para la formación de ciclones tropicales ni subtropicales, éste se formó gracias a un componente atmosférico: una baja segregada con aire muy frío en altura, permitiendo así la convección y la formación de tormentas eléctricas.
Esta tormenta ha sido la primera en afectar directamente a zonas pobladas, específicamente al archipiélago Juan Fernández (Región de Valparaíso), sin producir daños; así como también afectó indirectamente a Chile continental, entre las Regiones de Antofagasta y La Araucanía, y a Argentina y Uruguay, con chubascos y tormentas eléctricas.
Forma parte de la temporada de ciclones del Pacífico sur de 2017-18.

### Tormenta subtropical Humberto (2022)
El día 12 de enero de 2022 se formó un ciclón subtropical frente a las costas de Chile, el cual fue nombrado no oficialmente como Humberto, sin afectar a algún lugar habitado.
Este ciclón tuvo características subtropicales por menos de un día, junto a vientos constantes máximos de 40 nudos (74,1 km/h), medidos vía satélite (ASCAT). Por lo anterior que es posible afirmar que este ciclón se puede categorizar como tormenta subtropical.
Sin dudas, la tormenta subtropical Humberto llamó mucho la atención, destacando de las tormentas subtropicales Katie (2015) y Lexi (2018), debido a que la convección de esta tormenta logró formar un ojo bien definido, en donde el centro del ojo estaba libre de nubosidad.
De la misma forma que en el caso de Lexi, Humberto se formó gracias a que en altura estaba acompañado de una baja segregada, con aire frío en altura, permitiendo así la inestabilidad y generación de tormentas eléctricas asociado al gradiente de temperaturas en la vertical.
Este ciclón fue nombrado en honor a Humberto Fuenzalida y a la ciencia chilena, principalmente porque él fue uno de los padres de la climatología de Chile.
Forma parte de la temporada de ciclones del Pacífico sur de 2021-22.

### Depresión tropical Yaku (2023)
El día 4 de marzo de 2023 se formó un "ciclón tropical no organizado" frente a las costas de Perú, el cual fue nombrado "Yaku" por el SENAMHI. Yaku significa agua en quechua
Este ciclón, si bien no tocó tierra, sí afectó indirectamente a distintos lugares de Perú y de Ecuador, debido a que a su circulación ciclónica transportó aire cálido y húmedo que ingresó desde el Pacífico
La depresión tropical Yaku registró vientos sostenidos de 25 kt (46,3 km/h) medidos vía satélite (ASCAT).

### Tormenta subtropical Uno (2023)
La tormenta subtropical Uno fue un ciclón de corta vida, del segundo tipo de ciclones subtropicales, de aquellos que se forman en la zona de frontólisis. Este ciclón se formó en un zona frontal ocluida en torno a las 20 UTC del 18 de marzo.
Este ciclón estuvo a unos 865 km de Isla de Pascua, 606 km de la isla Salas y Gómez y a 1.957 km de la isla Alejandro Selkirk.

### Tormenta subtropical Dos (2023)
La tormenta subtropical Dos fue un ciclón de corta vida, del segundo tipo de ciclones subtropicales, de aquellos que se forman en la zona de frontólisis. Este ciclón se formó en un zona frontal ocluida en torno a las 05 UTC del 19 de marzo.
Originalmente se pronosticaba la formación de un ciclón subtropical, sin embargo se formaron dos. Las tormentas subtropicales Uno y Dos no fueron bien pronosticadas, debido a que eran pequeñas respecto al sistema frontal que estaba próximo a ellas y debido a que fueron del segundo tipo de ciclones subtropicales, los que se forman en las zonas de frontólisis.
Este ciclón estuvo a unos 1.236 km de Isla de Pascua, 957 km de la isla Salas y Gómez y a 1.590 km de la isla Alejandro Selkirk.

## Nombres de los ciclones tropicales/subtropicales
Debido a que no existe un RSMC no existe una lista oficial de nombres para ser utilizados en los ciclones que se generen en el Pacífico sureste, al este de los 120°O y al sur del Ecuador. Los nombres con los cuales han sido bautizados los ciclones han sido dados por distintos investigadores o centros meteorológicos.
Los nombres actualmente utilizados han sido:
- Katie.
- Lexi.
- Humberto.
- Yaku.
- Uno.
- Dos.

## Efectos del período
Tres ciclones han afectado a algún lugar, ya sea habitado o no: Katie (2015) afectó a la deshabitada isla Salas y Gómez, Lexi (2018) afectó directamente al archipiélago Juan Fernández y Yaku (2023) afectó a Perú y a Ecuador.
| Nombre                  | Fechas activo                            | Categoría de tormenta en intensidad máxima | Vientos máx. (km/h) | Presión min (hPa) | ACE    | Áreas afectadas                                               | Áreas afectadas | Áreas afectadas | Daños (en millones USD) | Muertos |
| Nombre                  | Fechas activo                            | Categoría de tormenta en intensidad máxima | Vientos máx. (km/h) | Presión min (hPa) | ACE    | Lugar                                                         | Fecha           | Vientos (km/h)  | Daños (en millones USD) | Muertos |
| ----------------------- | ---------------------------------------- | ------------------------------------------ | ------------------- | ----------------- | ------ | ------------------------------------------------------------- | --------------- | --------------- | ----------------------- | ------- |
| Sin nombre              | 10 – 14 de mayo de 1983                  | Ciclón tropical de categoría 2             | 112,0               | 981               | 2,4275 | Ninguno                                                       | Ninguno         | Ninguno         | Sin daños               | 0       |
| Katie                   | 29 de abril – 4 de mayo de 2015          | Tormenta subtropical                       | 92,7                | 993               | 3,0311 | Isla Salas y Gómez, Chile                                     | 3 de mayo       | Sin información |                         |         |
| Katie                   | 29 de abril – 4 de mayo de 2015          | Tormenta subtropical                       | 92,7                | 993               | 3,0311 | Isla Rapa Nui, Chile                                          | 4 de mayo       | Sin información | Sin daños               | 0       |
| Lexi                    | 4 – 9 de mayo de 2018                    | Tormenta subtropical                       | 92,7                | 988               | 2,5307 | Isla Alejandro Selkirk, Archipiélago de Juan Fernández, Chile | 5 de mayo       | Sin información | Sin daños               | 0       |
| Lexi                    | 4 – 9 de mayo de 2018                    | Tormenta subtropical                       | 92,7                | 988               | 2,5307 | Isla Alejandro Selkirk, Archipiélago de Juan Fernández, Chile | 6 de mayo       | Sin información | Sin daños               | 0       |
| Lexi                    | 4 – 9 de mayo de 2018                    | Tormenta subtropical                       | 92,7                | 988               | 2,5307 | Isla Alejandro Selkirk, Archipiélago de Juan Fernández, Chile | 7 de mayo       | Sin información | Sin daños               | 0       |
| Lexi                    | 4 – 9 de mayo de 2018                    | Tormenta subtropical                       | 92,7                | 988               | 2,5307 | Isla Robinson Crusoe, Archipiélago de Juan Fernández, Chile   | 7 de mayo       | Sin información | Sin daños               | 0       |
| Humberto                | 12 – 13 de enero de 2022                 | Tormenta subtropical                       | 74,1                | 1001              | 0,5112 | Ninguno                                                       | Ninguno         | Ninguno         | Sin daños               | 0       |
| Yaku                    | 04 – 18 de marzo de 2023                 | Depresión tropical                         | 46,3                | N/A               | N/A    | Perú y Ecuador                                                | Varios días     | Sin información | Múltiples daños         | 12      |
| Uno                     | 18 – 19 de marzo de 2023                 | Tormenta subtropical                       | 64,8                | N/A               | 0,1414 | Ninguno                                                       | Ninguno         | Ninguno         | Sin daños               | 0       |
| Dos                     | 19 – 19 de marzo de 2023                 | Tormenta subtropical                       | 74,1                | N/A               | 0,1849 | Ninguno                                                       | Ninguno         | Ninguno         | Sin daños               | 0       |
| Totales de la temporada |                                          |                                            |                     |                   |        |                                                               |                 |                 |                         |         |
| 7 ciclones              | 10 de mayo de 1983 - 19 de marzo de 2023 |                                            | 112,0               | 981               | 8,8267 | Varias                                                        | Varias          | Varias          | Múltiples daños         | 12      |